# Give Me A Break
Albums de The Ritchie Family
Bad Reputation I'll Do My Best
Give me a break est le septième album du groupe The Ritchie Family.

## Autour de l'album
La sortie de cet opus replace à nouveau le groupe dans les charts des pays européens après une absence de deux ans. La chanson éponyme parvient à se classer à la 15e place du top néerlandais et à la 17e place en Suède.
Le style musical est encore une fois différent de l'album précédent, mais cette fois l'évolution est moins déroutante aux yeux du public. Le disco (Give me a break) se mêle au Rhythm and blues (I'll never be able to set you free) et aux slows (All my love entre autres).
Le groupe a fait la promotion de l'album en apparaissant dans diverses émissions musicales et également en interprétant la chanson titre dans le film Can't Stop the Music mettant en scène l'histoire des Village People. Une autre chanson de l'album (Sophistication) a également été intégrée à la bande originale du film.
Ce sera le dernier album sur lequel le groupe présentera des chansons Disco, le mouvement touchant à sa fin dès la fin de l'année 1980, et le groupe s'orientera vers un style qui lui conviendra parfaitement.
Jacques Morali produira à nouveau, et pour la dernière fois, l'album du groupe avant de devenir producteur exécutif pour l'opus suivant.

## Give me a break

### Face A
- Give me a break 6 min 24 s
- I'll never be able to set you free 4 min 23 s
- All my love 4 min 9 s

### Face B
- Not as bad as it seems 4 min 20 s
- Single man 4 min 59 s
- Sophistication 4 min 30 s

## Singles, maxi-singles et versions
- Give me a break (6 min 24 s)/Can't stop the music (7 min 52 s) - maxi vinyl promotionnel - Mercury UK
- Give me a break (6 min 24 s)/All my love (4 min 9 s) - Ariola records Allemagne
- Give me a break (6 min 24 s)/Bad reputation (7 min 22 s) - Metronome Allemagne
- Give me a break (6 min 24 s)  - maxi vinyl promotionnel - Casablanca records USA
- Give ma a break (3 min 30 s)/All my love (3 min 37 s) -  Ariola Benelux Pays-Bas
- Give me a break (3 min 30 s)/Bad reputation (3 min 40 s) -  Durium records Italie

- I'll never be able... (3 min 14 s)/All my love (3 min 8 s) - AZ France
- I'll never be able... (3 min 14 s)/Not as bad as it seems (4 min 20 s) - Ariola Benelux Pays-Bas

- All my love (3 min 8 s)/I'll never be able... (3 min 14 s) - Casablanca records USA

- Give me a break (5 min 17 s) - CD « The Ritchie Family - The best disco in town » - Hot productions USA